# Мэдден, Микки
Майкл Аллен «Микки» Мэдден (англ. Michael Allen «Mickey» Madden; род. 13 мая 1979, Остин, Техас, США) — американский бас-гитарист поп-рок-группы Maroon 5.

## Биография
Мэдден родился в Остине, Техас. Он начал играть ещё будучи учеником младших классов средней школы Брентвуд (англ. Brentwood School в Лос-Анджелесе, в гаражах вместе с друзьями Джесси Кармайклом (гитара/вокал) и Адамом Левином (вокал/гитара). Группы Pearl Jam и Nirvana являлись их вдохновителями. В 1994, с приходом Райана Дусика (барабаны), образовалась группа Kara's Flowers.
После распада Kara’s Flowers Мэдден поступает в Калифорнийский университет в Лос-Анджелесе. После окончания колледжа к составу группы присоединился гитарист Джеймс Валентайн, и Джесси Кармайкл, который в основном играл на клавишных инструментах и придерживался нового для группы музыкального направления, изменил название группы на Maroon 5.
Микки является веганом.